# Maria Perrusi
Maria Perrusi (Cosenza, 13 settembre 1991) è una modella italiana, vincitrice del concorso di Miss Italia 2009.

## Biografia
Cresciuta a Fiumefreddo Bruzio, piccolo comune in provincia di Cosenza. Si diploma in ragioneria a Paola. Nel 2009 vince il concorso di bellezza Miss Italia, dopo essere giunta in finale con il titolo di Miss Calabria.
Dopo la vittoria debutta nel mondo della moda, sfilando prima per la maison Gattinoni. e poi nel 2010 per Renato Balestra. 
È stata testimonial di campagne pubblicitarie per Cotonella, Miluna, Peugeot, Sash, Deborah, Wella, Diana T, Agos e Valleverde. Nel 2011 è protagonista dello spot per il tonno Sardanelli. Nel 2012 è nel cast de La moglie del sarto per la regia di Massimo Scaglione. Nel gennaio 2013 è protagonista di un calendario realizzato dalla camera della moda calabrese e dedicato allo stilista Gianni Versace.

## Vita privata
Nell'estate del 2020 ha avuto una figlia, Martina, dal fidanzato Giacomo.

## Filmografia
- La moglie del sarto, regia di Massimo Scaglione (2012)

## Televisione
- Miss Italia (Rai 1, 2009) Concorrente, vincitrice
- Una giornata particolare a spasso con le Miss (Rai 1, 2011)

## Premi e riconoscimenti
- Miss Calabria e Miss Italia (2009)
- Premio Giovani Calabresi 2009 (Badolato)
- Premio Radicchio d'oro 2009 (Castelfranco Veneto)
- Premio Sila 2010 (Camigliatello Silano)
- Premio Donna 2011 (CIF, San Marco Argentano)
- Premio Fenice 2011 (La Sapienza, Roma)
- Ambasciatrice per i 150 anni dell'Unità d'Italia (Camera Regionale della Moda calabrese)